# Caudalia insularis
Caudalia insularis är en spindelart som beskrevs av Alayón 1980. Caudalia insularis ingår i släktet Caudalia och familjen Prodidomidae.
Artens utbredningsområde är Kuba. Inga underarter finns listade i Catalogue of Life.